# 行幸村 (埼玉県)
行幸村（みゆきむら）は、埼玉県北葛飾郡に存在した村。現在の幸手市北部に位置する。

## 地理

### 河川
- 中川（島川）
- 権現堂川
- 大堀排水路
- 北側用水路
- 大中落悪水路

### 池沼
- 高須賀池

## 歴史

### 村名の由来
1875年（明治8年）に権現堂川の築堤の改修後に明治天皇の行幸があったことを記念して。

### 沿革
- 1889年（明治22年）4月1日 - 町村制施行により、千塚村、円藤内村、松石村、高須賀村、外国府間村が合併して発足。
- 1954年（昭和29年）11月3日 - 幸手町・上高野村・権現堂川村・吉田村と合併し、改めて幸手町が発足。同日行幸村廃止。

## 行政
村長は以下の通りである。

### 村長
- 三ッ林幸三[1]

## 経済

### 産業
農業
1941年に出版された『埼玉振興史 郷土篇』によると、「養蚕業が旺盛なところで、その収繭高は年々1万8千貫といわれている。また米、麦を産しこれ等主要産額の他に近年蔬菜の栽培が行われ、その産額も多大なものである」という。『大日本篤農家名鑑』によれば、行幸村の篤農家は遠藤、竹澤などがいた。

## 交通

### 鉄道路線
東武日光線（1929年（昭和4年）開業）が村域内を通過しているが、駅は存在しなかった。

### 道路
- 日光街道
- つくば道

## 神社・寺・史蹟・祭典
- 高須賀大杉神社
- 香取神社（松石ささら獅子舞）
- 日枝神社
- 香取大明神
- 千塚神社
- 常福寺
- 残光寺
- 寶積院
- 法蔵寺
- 真乗院
- 宝性院
- 日光街道みちしるべ

## 出身・ゆかりのある人物

### 政治・経済・行政
遠藤卓治や遠藤柳作は貴族院多額納税者議員選挙の互選資格を有した。
- 遠藤卓治（農業、埼玉県多額納税者）[3][4]
- 遠藤柳作（官僚、政治家）[3] - 衆議院議員。参議院議員。武蔵野銀行頭取。
- 三ッ林幸三（政治家） - 衆議院議員。埼玉県会議長。御幸村長。
- 三ッ林弥太郎（政治家） - 衆議院議員、科学技術庁長官。